# Укрселена
«Укрселе́на» — український місячний орбітальний зонд, запуск якого очікувався 2017 року. Через ряд фінансових проблем місія скасована. Нині ДКАУ розробляє концепцію апарата й визначає основні завдання майбутньої місії.
Основними завданнями супутника передбачалися глобальні знімання поверхні Місяця в міліметровому діапазоні за допомогою локатора бічного огляду і спектрополяриметричного дослідження місячної поверхні в ультрафіолетовій і видимій ділянці спектру. Орбіта супутника повинна мати висоту у периселенії 200 км і період обертання 6 годин, чому відповідає ексцентриситет орбіти, близький до 0.5. Нахил орбіти до площини місячного екватора має бути 90±2°.
Участь України у вивченні Місяця розглядається як перспективне наукове завдання. Україна має засоби доставлення, що здатні вивести близько 300 кг на місячну орбіту. Це означає, що принаймні 20-30 кг можна використовувати для наукової апаратури. Першим кроком майбутньої української місячної програми може бути запуск місячних орбітально-полярних зондів серії «Укрселена».
Супутник буде розроблено ДКБ «Південне» і оснащений новим українським розгінним блоком (РБ) «Кречет». Запуск космічного апарата планується здійснити за допомогою конверсійної російсько-української ракети-носія (РН) «Дніпро».

## Мета місії
Після успішної роботи апаратів Клементина, Lunar Prospector та Smart-1 і Lunar Reconnaissance Orbiter, Чан'е-1, Чандраян-1, нові полярні орбітальні зонди повинні заповнити основні прогалини у наших знаннях про еволюцію і геологічну історію місячної поверхні і забезпечити дійсно нові погляди на Місяць. Такі дані можуть надати глобальні радіолокаційні дослідження Місяця з підтримкою оптичних поляризаційних спостережень з майже кругової полярної орбіти Місяця з висоти близько 100 км. Ці нові погляди дозволять зрозуміти структурні властивості місячної поверхні з наслідками її геологічної еволюції.

## Наукова програма місії
Пропонується два основних інструменти для перспективного орбітального місячного зонду:
- РЛС із синтезованою апертурою зображень, що працюють в мм-діапазоні;
- Спектрополяриметр оптичних зображень.

Вивчення Місяця за допомогою цих засобів дозволить досягнути кілька важливих цілей:
- вивчити глобальний розподіл шорсткості поверхні в мм-см масштабах.
- вивчення постійної тіні районів місячних полярних регіонів. Ці території є холодними пастками для летких речовин і використання ресурсного потенціалу.

На відміну від попередніх місячних місій, таких як Клементина або Lunar Prospector, які вивчали переважно хімічний і мінеральний склад місячної поверхні, український місячний орбітальний зонд «Укрселена» буде спрямований на дослідження структурних властивостей місячної поверхні, яка містить:
- визначення середнього розміру часток ґрунту та вивчення розташування ґрунту в мм масштабах.
- Фотогеологічні дослідження за допомогою РЛС із синтезованою апертурою зображень, що працюють в мм-діапазоні і ніколи не здійснювались з місячної орбіти.

Радіолокаційні зображення дадуть інформацію про розподіл щільності поверхні мм-см сміття і шорсткості. З майже кругової полярної орбіти з висотою близько 100 км за допомогою РЛС із синтезованою апертурою зображення можна потенційно забезпечити рівномірне зображення всієї поверхні Місяця з просторовою розподільчою здатністю близько 50 м. Вірогідність даних зображень геологічної інтерпретації з РЛС із синтезованою апертурою має бути дуже високою, тому що зображення деяких місячних регіонів буде поставлятися разом з оптичними даними, які можуть використовуватись для порівняння.
Зокрема, зображення покаже території зі свіжим скелястим рельєфом, що пов'язаний з недавніми геологічними подіями. Робота з РЛС із синтезованою апертурою дозволяє створити 3-D модель місячного рельєфу з високою роздільною здатністю завдяки радіолокаційним даним, що будуть отримані з різних азимутальних кутів для цього регіону Місяця. Такі умови часто зустрічаються в полярних районах Місяця. Фотометричні властивості (залежність поверхневої яскравості освітлення та геометрії спостереження) перебувають під контролем на сантиметр до субміліметрового масштабу структури верхнього шару ґрунту.
Ступінь поляризації кутів фази в цілому (≈90°) надасть інформацію про характерний розмір частинок ґрунту. Зокрема, існує тісна кореляція між середнім розміром частинок місячного реголіту і поляризаційних параметрів. Це співвідношення може бути використане для калібрування поляриметричних даних з точки зору частинок реголіту за розмірами та ступеня зрілості. Поляриметрія місячної поверхні ніколи не здійснювалась з космічних апаратів. Висока роздільна здатність поляриметричних і фотометричних зображень місячної поверхні можуть надати дані про процес утворення реголіту, а також про наслідки різних геологічних подій.

## Статус місії
- Розгінний блок Кречет не створено;
- Практичні роботи з виготовлення компонентів не розпочиналися;
- Виконані прорахунки траєкторії польоту АМС. Зроблено рекомендації відносно вибору довготи вузла орбіти та моменту виходу КА на орбіту ШСМ стосовно взаємного положення Землі та Місяця;
- Виконані роботи по визначенню інструментів АМС.

Точна дата запуску не відома. Останні згадки про зонд датуються 2011—2012 роком. Запуск буде здійснюватися не ракетою Дніпро.